# Peter Lacroix

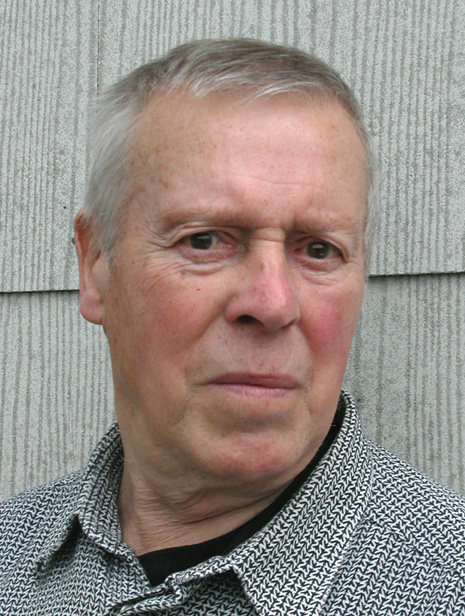
Porträtfoto von Peter Lacroix, 2009

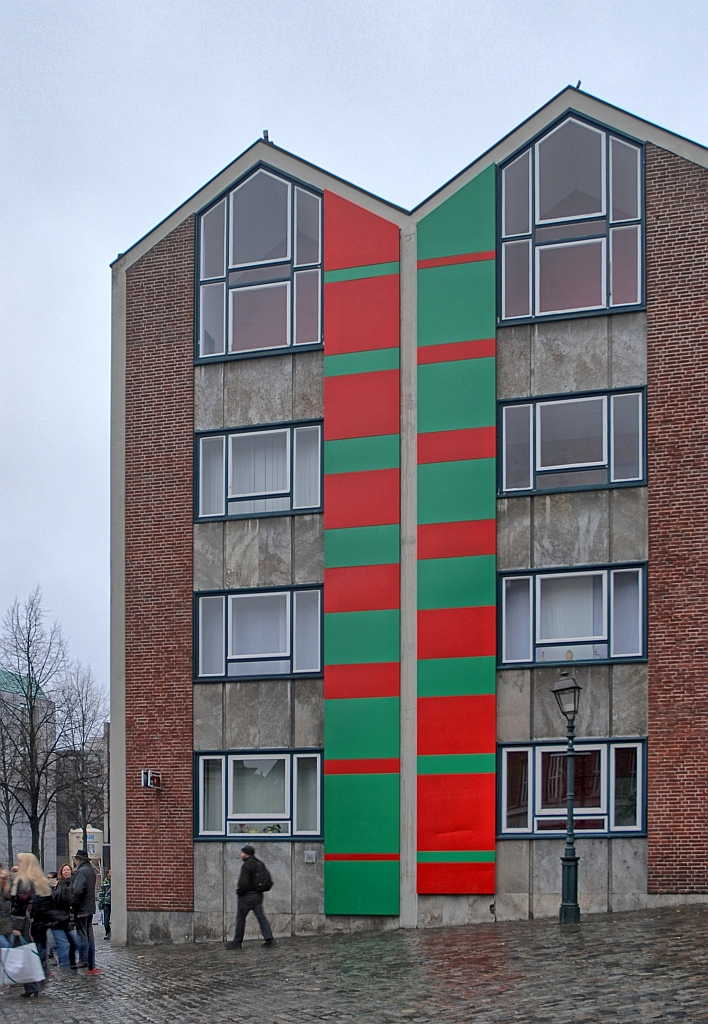
Kunstwerk Farbleiter (Rekonstruktion, 2010), Aachen

Peter Lacroix (* 25. Februar 1924 in Aachen; † 4. März 2010 ebenda) war ein deutscher Vertreter der Konkreten Kunst und der Konzeptkunst.

## Leben und Arbeit
Peter Lacroix lässt sich 1940 am Theater Aachen zum Theatermaler ausbilden. Nach seiner Rückkehr aus der Kriegsgefangenschaft nimmt er 1945 seine Arbeit wieder auf und ist ab 1947 als freischaffender Künstler tätig.
In den 1950er Jahren widmet er sich der sogenannten Geometrischen Abstraktion und übernimmt meist aus der Natur und Architektur gegenständliche Vorbilder, die er in seine Strukturen zerlegt, um sie zu eigenen Bildkompositionen aus Farbflächen und Linien neu zusammenzufügen.
Er stellt, soweit bekannt, zum ersten Mal 1953 mit der Neuen Aachener Gruppe um Karl Fred Dahmen, Hubert Werden, Rolf Faber, Hanns Pastor, Engelbert Mainzer, Fritz Martin u. a. im Aachener Suermondt-Ludwig-Museum aus. Unter dem Einfluss der Informellen Kunst entstehen Mitte der 1960er Jahre unruhig bewegte, formal aufgelöste Kompositionen.

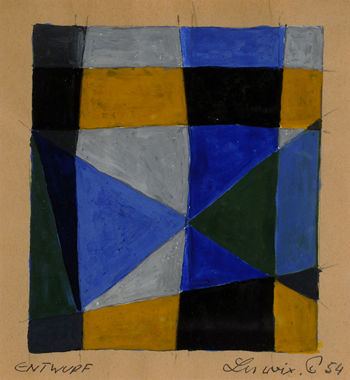
Peter Lacroix, Entwurf, 1954
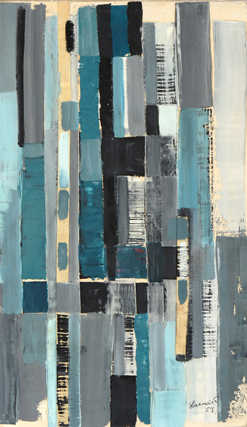
Peter Lacroix, o. T., 1957
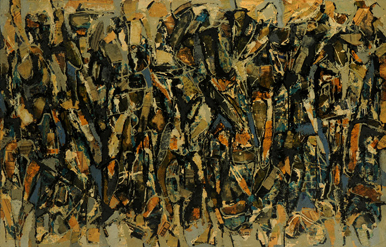
Peter Lacroix, o. T., 1960
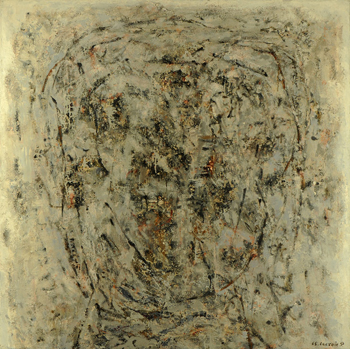
Peter Lacroix, o. T. (Kopf), 1965

Zusammen mit Hanns Pastor, Jupp Kuckartz sowie Fritz Martin gründet Lacroix 1965 die „Gruppe 65“. Gemeinsam stellen sie in den Jahren 1966, 1967, 1968, 1969 und 1972 im Suermondt-Ludwig-Museum aus. 1971 findet in der Neuen Galerie Sammlung Ludwig die erste Einzelausstellung von Peter Lacroix statt.
Ab 1968 entstehen umfangreiche Serien abstrakt geformter Tafelbilder mit scharfkantig abgesetzten Farbflächen ohne sichtbaren Pinselstrich in kräftigen signalhaften Farben.
Dazu gehören zahlreiche Entwürfe und Konzepte für Kunst im öffentlichen Raum wie die 1972–73 im Rahmen des städtischen Projekts Straßenkunst 73 Aachen entstandene temporäre Farbleiter am Aachener Standesamt (dauerhafte Rekonstruktion 2010). Weitere Projekte werden bis auf wenige Ausnahmen nicht zuletzt wegen der Ablehnung der Aachener Baubehörden nicht verwirklicht.

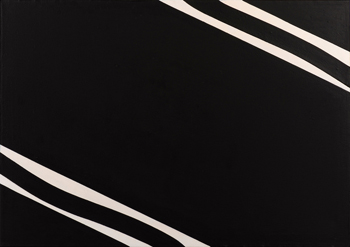
Peter Lacroix, o. T., 1968
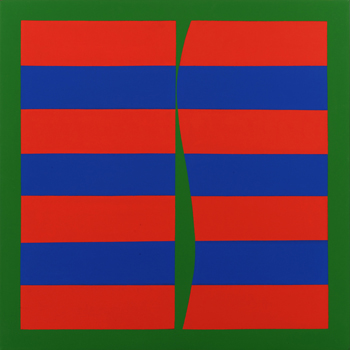
Peter Lacroix, o. T., 1969
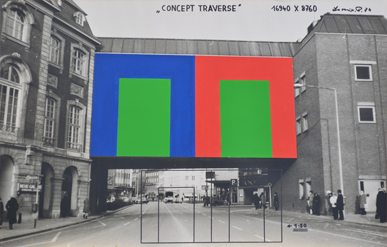
Peter Lacroix, Concept Traverse, 1974

In der folgenden Werkphase ab 1975 beschränkt Lacroix sich in seinen geometrischen Kompositionen ausschließlich auf das Quadrat und den Zufall: „Aus Würfelzahlen und einem festgelegten Farbenkodex, als auch einem rechtwinkligen Standardsystem, entwickelt er unterschiedliche Flächen, die basierend auf quadratischen Modulen im Raster 2 × 3, 2 × 3 × 6 oder 6 × 6 usw. angeordnet und strukturiert sind.“
Auch die Zahlenreihen von Kassenbons nimmt Lacroix als Grundlage für zwei- und dreidimensionale Arbeiten. So entstehen unzählige Bildmöglichkeiten, die er stapelweise skizzenhaft mit Blei- und Malstift zu Papier bringt, großformatig mit Kunstharz auf Leinwand malt oder auch dreidimensional aus Holz konstruiert.

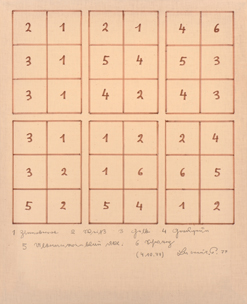
Peter Lacroix, o. T., 1977
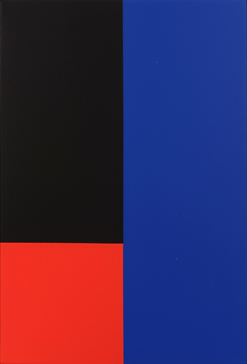
Peter Lacroix, o. T., 1979
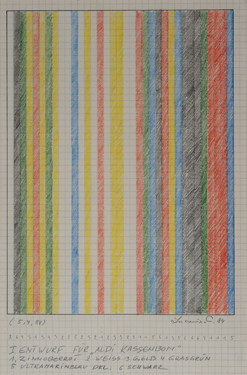
Peter Lacroix, Entwurf Aldi-Kassenbon, 1984

1985 entstehen die ersten Kabbala-Portraits, mit denen Lacroix Personen anhand ihres Namens und Geburtsdatums porträtiert. Buchstaben werden zu Zahlen, Zahlen bilden Markierungspunkte und zerteilen so Kreise und Ringe: „es entstehen geometrische Formen, die ihre Gestalt geheimnisvollen, aber nicht fiktiven Daten […] verdanken […]. Zur Erstellung eines Portraits braucht er kein Foto des zu Portraitierenden, sondern lediglich den Namen und das Geburtsdatum. […] Später (2001 – 2004) trägt er Blutdruck- und Kreislaufwerte in Reihung unter Titeln wie Vitasaft, Blutbild, Blutacker zusammen. Durch das Prinzip entstehen stetig neue Formen und Formbeziehungen. Die Sachlichkeit ersetzt illusionistische Sentimentalitäten.“
Im Laufe der Jahre hat Peter Lacroix als Ausstellungsmacher viele Gruppenausstellungen initiiert und organisiert. In der historischen Welschen Mühle im Aachener Ortsteil Haaren hat er beispielsweise zusammen mit Karl Pütz alle zwei Jahre Ausstellungen veranstaltet, bei denen Werke von Anette Berns, Herbert Falken, Irmel Kamp-Bandau, Barbara und Michael Leisgen, Reiner Nachwey, Norbert Walter Peters, Ludwig Schaffrath und Wilhelm Schürmann zu sehen waren.
Er war zudem in Aachen Mentor und Anreger der jüngeren Generation.
Peter Lacroix hat außerdem zusammen mit seiner ersten Frau Trude über viele Jahrzehnte eine umfangreiche und bemerkenswerte Sammlung zusammengetragen, die er 2005 der Stadt Aachen schenkte. Es sind über 400 Arbeiten aus den Jahren 1947 bis 2004 von über 100 – zum Teil namhaften – Künstlern.
Im Frühjahr 2015 zeigte das Ludwig Forum für Internationale Kunst Aachen die Einzelausstellung „Pur“ mit etwa 150 Arbeiten des Künstlers.
Das Kunstmuseum Stuttgart zeigte 2016/17 als Teil der Ausstellung „[un]erwartet. Die Kunst des Zufalls“ neben Werken von z. B. Gerhard Richter und Max Ernst zwölf Arbeiten von Peter Lacroix.
2017 zeigte die Ludwiggalerie Schloss Oberhausen im Rahmen der Ausstellung „LET'S BUY IT! Kunst und Einkauf - Von Albrecht Dürer über Andy Warhol bis Gerhard Richter“ sechs Arbeiten des Aachener Künstlers. Den dazugehörigen Flyer schmückt u. a. sein Werk „Aldi-Kassenbon-Nr. 3“ aus dem Jahr 1989.
Die Peter und Irene Ludwig Stiftung kaufte im Frühjahr 2017 zwei Arbeiten aus den späten 1960er Jahren aus dem Nachlass von Peter Lacroix.

## Einzelausstellungen
- 1971: Aachen, Neue Galerie Sammlung Ludwig
- 1973: Köln, Landschaftsverband Rheinland, „Große Formate“
- 1973: Aachen, Großobjekt (Standesamt), Farbleiter
- 1974: Aachen, Suermondt-Ludwig-Museum, „Bilder und Conzepte“
- 1975: Düren, Großprojekt (Renker Silos)
- 1976: Duisburg-Rheinhausen, Städtische Sammlung
- 1976: Krefeld, Haus Schüring, „Kunst im öffentlichen Raum“
- 1977: Bonn, Galerie Circulus
- 1978: Mönchengladbach, Raum 55/51, Buchholz/Lacroix
- 1979: Aachen, Burtscheider Schule e.V., Buchholz/Lacroix
- 1979: Hagen, Großprojekt, Farbleiter
- 1980: Bonn, Galerie Circulus
- 1981: Köln, Hahnentorburg „Kunst und Architektur“
- 1986: Stolberg, Burghaus e.V., „Entzufallisierte Bilder“
- 1986: Aachen, Aula Carolina, Lacroix/Nestler
- 1988: Bonn, Gesellschaft für Kunst und Gestaltung e.V., Lacroix/Nestler
- 1989: Aachen, Galerie von der Milwe
- 1990: Stolberg, Burg-Galerie, Lacroix/Nestler
- 1991: Eschweiler, Städtische Kunstsammlung, Kunstverein Kunststück
- 1992: Aachen, Neuer Aachener Kunstverein, „Portraits“
- 1993: Aachen, Suermondt-Ludwig-Museum, 3+1 Zeiträume im Schaffen Peter Lacroix'
- 2001: Graz, A, Steirischer Herbst, Lacroix/Peters[11]
- 2015: Aachen, Ludwig Forum für Internationale Kunst Aachen, „Pur“

## Ausstellungskataloge
- 3 + 1 Zeiträume im Schaffen von Peter Lacroix, Aachen : Suermondt-Ludwig-Museum, 1993
- Aus Zahlen formen Aachen : Museen der Stadt Aachen, 2003
- Peter Lacroix Aachen : Suermondt-Ludwig-Museum, 2007
- Andreas Petzold und Ludwig Forum für Internationale Kunst Aachen (Hrsg.): Pur – Peter Lacroix (1924-2010), 2015. Katalog zur Ausstellung im Ludwig Forum Aachen, 1. Februar bis 19. April 2015, ISBN 978-3-929292-55-8.
- Ulrike Groos, Eva-Marina Froitzheim (Hrsg.): [un]erwartet. Die Kunst des Zufalls, 2016. Katalog zur Ausstellung im Kunstmuseum Stuttgart, 24. September 2016 bis 19. Februar 2017, ISBN 978-3-86832-341-2
- Christine Vogt (Hrsg.): LET'S BUY IT! Kunst und Einkauf – Von Albrecht Dürer über Andy Warhol bis Gerhard Richter, 2017. Katalog zur Ausstellung in der Ludwiggalerie Schloss Oberhausen, 22. Januar bis 14. Mai 2017, ISBN 978-3-7356-0320-3